# 所澤潤
所澤潤（しょざわ じゅん、1954年 -2025 ）は、日本の教育学者。群馬大学名誉教授。専門は、教育方法学と日本教育史。
旧制高校の起源が自然発生的なものではなく、ダビッド・モルレーの建言に基く開成学校予科の改組にあったことを解明したこと、および日本統治下で学校教育を受けた台湾人の日本語によるオーラル・ヒストリーを初めて採集公開したことで知られる。
近年は、台湾人のオーラル・ヒストリー、明治大正期の理科教育史、外国籍児童生徒の教育に取り組んでいるほか、記録資料学、NIEなどにも取り組んでいる。台湾人のオーラル・ヒストリー採集は他に類を見ない研究として知られている。

## 来歴・人物
- 1954年生まれ。
- 1967年 - 渋谷区立長谷戸小学校卒業
- 1970年 - 東京学芸大学附属世田谷中学校卒業
- 1973年 - 東京学芸大学附属高等学校卒業
- 1979年 - 東京大学教養学部基礎科学科Ⅰコース（数学物理学）卒業
- 1986年 - 東京大学大学院教育学研究科学校教育専門課程単位取得退学
- 1988年 - 東京大学助手
- 1991年 - 群馬大学教育実践研究指導センター着任
- 2002年 - 群馬大学教授
- 2008年 - 群馬大学教職大学院教授を経て、
- 2013年4月 - 東京未来大学こども心理学部教授。群馬大学名誉教授。
- 2008年より2013年6月まで群馬県NIE推進協議会会長
- 2020年3月、東京未来大学、定年退職。
- 2020年4月1日より慶應義塾大学大学院社会学研究科訪問教授
- 2021年4月1日より立正大学心理学部教授
- 2025年3月、立正大学、定年退職。

## 著作
- 所澤潤「専門学校卒業者と台北帝国大学―もう一つの大学受験世界」『年報・近代日本研究』19〔地域史の可能性　地域・日本・世界〕近代日本研究会（編）、山川出版社、1997年11月、pp.178-210、ISBN4634618001。
- 寺崎昌男監修（所澤潤分担執筆）『誠之が語る近現代教育史』1988年、誠之学友会、pp.79-488、846-860、864-891ほか。
- 所澤潤・木村元共著「日本の近代小学校と中等学校進学－東京市公立進学有名小学校の変化の事例に即して－」『東京大学教育学部紀要』1988年3月、第27巻、pp.331-351。
- 所澤潤「大学進学の始まりと旧制高等学校教育の起源―明治七年三月のモルレーの建言のもたらしたもの―『東京大学史紀要』第14号、東京大学史史料室、1996年3月、pp.19-58。
- 所澤潤「国立台湾大学医学院の成立と組織の継承」『東洋文化研究』第2号、学習院大学東洋文化研究所、2000年3月、pp.243-288。
- 所澤潤ほか「群馬県における明治中期の「科学」・「理科」教育の実態と群馬県師範学校」『科学史研究』第43巻夏、2004年6月、（230号）。
- 所澤潤「第3章台湾―6-3-3-4制上の独自モデルの追求」馬越徹・大塚豊編『アジアの中等教育改革』、東信堂、2013年4月、pp.54-91、ISBN 978-4-7989-0173-2 C3037
- 所澤潤「社会的リーダー階層と台北高等学校 ―台湾人生徒にとっての入試と「立身出世」― 」、蔡錦堂主編『台北高等学校創立90週年国際学術研討会論文集』、台湾師範大学台湾史研究所、2014年4月、pp.215-264。
- 所澤潤+林初梅編『台湾のなかの日本記憶 戦後の「再会」による新たなイメージの構築』、三元社、2016年3月、pp.1-306。
- 所澤潤単著）  『小学校生徒用物理書』の時代と伊能せう『物理筆記』『科学史研究』第52巻、pp.221-230 　2013年12月
- 所澤潤（単著）  戦時体制と台南高等工業学校―国立成功大学の基盤形成の一側面　国立成功大学歴史学系（編輯）『成功的道路：第一届成功大学校史学術研討会』pp.261-286 2002年4月
- 所澤潤（単著）  台湾人女子最初の帝大生―長谷川ミヱと張美恵　『段丘』第19号、「段丘」同人、pp.46-56。「段丘」同人は獨協大学旧教養部の関係者による団体である。2015年9月
- 鹿嶋真弓・所澤潤編著『知って広がる 教師の世界』、北樹出版、2025年4月。

### 監訳
- 所澤潤監訳『台湾の社会的リーダー階層と日本統治』財団法人交流協会、2010年3月、（全548頁＋索引17頁）。

### オーラルヒストリー
- 所澤潤（聴取り、解説、編集）、泉新一郎（口述）聴取り調査：外地の進学体験―台北師範附属小から台北高校、台北帝大を経て内地の帝大に編入―『入学試験の制度及び試験問題の分析に基づく近代日本の学力の歴史的研究』平成２年度文部省科学研究費補助金（一般研究Ｃ）〔課題番号01510140〕研究成果報告書（研究代表者東京大学教育学部教授稲垣忠彦）1993年3月、全41頁
- 所澤潤（聴取り、解説、編集）、張寛敏（口述）聴取り調査：外地の進学体験（Ⅱ）―台北一師附小、台北高校、台北帝大医学部を経て、台湾大学医学院卒業―『群馬大学教育学部紀要人文・社会科学編』第44巻、群馬大学教育学部、1995年3月、pp.139-187
- 所澤潤（聴取り、解説、編集）、陳漢升（口述）聴取り調査：外地の進学体験（Ⅲ）―抵抗の地・龍潭から基隆中学校、台北高校を経て、長崎医科大学卒業―『群馬大学教育学部紀要　人文・社会科学編』第45巻、群馬大学教育学部、1996年3月pp.97-163
- 所澤潤（聴取り、解説、編集）、陳定堯（口述）聴取り調査：外地の進学体験（Ⅳ）―樺山小から、台北三中、台北帝大豫科、台北帝大医学部を経て、台湾大学医学院卒業―『群馬大学教育学部紀要人文・社会科学編』第47巻、群馬大学教育学部、1997年3月pp.183-266
- 所澤潤（聴取り、解説、編集）、呂燿樞（口述）聴取り調査：外地の進学体験（Ⅴ）―石光公学校から、台北高校尋常科、台北高級中学を経て、台湾大学医学院卒業―『群馬大学教育学部紀要　人文・社会科学編』第47巻、群馬大学教育学部、1998年3月pp.183-266
- 所澤潤（聴取り・編集・解説・註）・陳清桂（口述）聴取り調査：外地の進学体験（Ⅵ）―台南州の農村から、長老教中学、内地の荏原中学校を経て、日本歯科医学専門学校及び東京医学歯学専門学校医学科を卒業―『群馬大学教育学部紀要　人文・社会科学編』第48巻、群馬大学教育学部、1999年3月pp.127-166
- 所澤潤（聴取り・編集・解説・註）・翁曾愛経（口述）聴取り調査：外地の進学体験（Ⅶ）景尾公学校を卒業し、迎病院看護婦見習いを経て、台北陸軍病院の看護婦へ『群馬大学教育学部紀要　人文・社会科学編』第49巻、群馬大学教育学部、2000年3月pp.107-137
- 所澤潤（聴取り・編集・解説・註）・張厚基（口述）聴取り調査：外地の進学体験（Ⅷ）斗六小学校から長栄中学校を経て、陸軍特別幹部候補生として内地へ、そしてお婆さんとの出会い『群馬大学教育学部紀要　人文・社会科学編』第52巻、群馬大学教育学部、2003年3月pp.65-191
- 所澤潤（聴取り・編集・解説・註）・高峯一愚（口述）聴取り調査：外地の先学体験（Ⅸ）・特別篇　台北帝国大学学生主事補・台北高等学校教授の体験を中心に『群馬大学教育学部紀要人文・社会科学編』第53巻、2004年3月、pp.59-85
- 所澤潤（聴取り・編集）｢王萬居氏オーラスヒストリー」『台湾口述歴史研究』第５集（東京女子大学栗原研究室発行）、2012年3月、pp.1-87
- 所澤潤（聴取り・編集）｢郭林碧蓮氏オーラルヒストリー」『台湾口述歴史研究』第８集（東京女子大学栗原研究室・群馬大学所澤研究室発行）、2013年3月、pp.1-170
- 所澤潤（聴取り・編集）｢三吉勝夫氏オーラルヒストリー」『台湾口述歴史研究』第14集（東京女子大学栗原研究室・東京未来大学所澤研究室発行）、2015年3月、pp.1-78
- 所澤潤（聴取り・編集）｢鈴木れいこ氏オーラルヒストリー」『台湾口述歴史研究』第15集（東京女子大学栗原研究室・東京未来大学所澤研究室発行）、2016年3月
- 所澤潤（聴取り・編集）｢陳逸楽氏オーラルヒストリー」『台湾口述歴史研究』第17集（東京女子大学栗原研究室・東京未来大学研究室発行）、2016年3月
- 『天城勲　オーラルヒストリー』〈上巻〉〈下巻〉  平成14年度　文部科学省科学研究費補助金〔特別推進研究（ＣＯＥ）〕研究成果報告書〔課題番号12CE2002〕上巻全284頁、下巻全250頁。話し手は天城勲、聴き手は伊藤隆・小池聖一・所澤潤・村上浩昭。2002年10月
- 『木田宏　オーラルヒストリー』〈上巻〉〈下巻〉  平成14年度　文部科学省科学研究費補助金〔特別推進研究（ＣＯＥ）〕研究成果報告書〔課題番号12CE2002〕上巻全326頁、下巻全376頁。話し手は木田宏、聴き手は伊藤隆・小池聖一・所澤潤・村上浩昭　2003年2月
- 『西田亀久夫　オーラルヒストリー』  平成16年度　文部科学省科学研究費補助金〔特別推進研究（ＣＯＥ）〕研究成果報告書〔課題番号12CE2002〕政策研究大学院大学（政策研究院）C.O.E.オーラル・政策研究プロジェクト（全417頁）  話し手は西田亀久夫、聴き手は伊藤隆・小池聖一・所澤潤・村上浩昭　2004年10月
- 両角千鶴子オーラルヒストリー　群馬県の一女教師の歩み――終戦後の体験を中心に――  『東京未来大学研究紀要』、第12巻 pp.171-182 2017年12月  著者：所澤潤（聴き手、編集、解説、註を担当）・両角千鶴子・玉置豊美・高橋浩・赤羽明・佐藤久恵
- オーラルヒストリー　群馬県の一女教師の歩み―昭和一桁の群馬県女師師範学校の体験を中心に―  『群馬大学教育実践研究』第23号、pp.327-362 2006年3月  共著：両角千鶴子（話し手）・玉置豊美（企画・聴き手）・所澤潤（聴き手・編集・解説・註）・高橋浩（聴き手）・赤羽明・佐藤久恵（文字化・編集）【非筆頭執筆者】
- 大正・昭和初期の群馬の教育の思い出―群馬大学平成十三年度学修原論「オーラルヒストリー実践研究」から―  吉岡隆二（話し手）、所澤潤（文字化・編集及び解説）、佐藤久恵（文字化・編集）  『群馬大学教育実践研究』第20号、pp.343-365 2003年3月
- 昭和の師範教育の思い出―群馬大学平成十三年度学修原論「オーラルヒストリー実践研究」から（二・完）  共著者：吉岡隆二（話し手）、所澤潤（文字化・編集及び解説）、佐藤久恵（文字化・編集）。  『群馬大学教育実践研究』第21号、pp.331-354 2004年3月

## 所属学会
- 日本教育学会
- 教育史学会
- 日本科学史学会
- 史学会
- 全国歴史資料保存利用機関連絡協議会
- 日本台湾学会
- 日本比較教育学会
- 日本高等教育学会
- アジア教育学会
- 日本アーカイブズ学会
- 記録管理学会
- 東アジア近代史学会
- 日本国際教育学会
- 台湾教育史研究会
- アジア教育学会
- 日本NIE学会